# Javasee

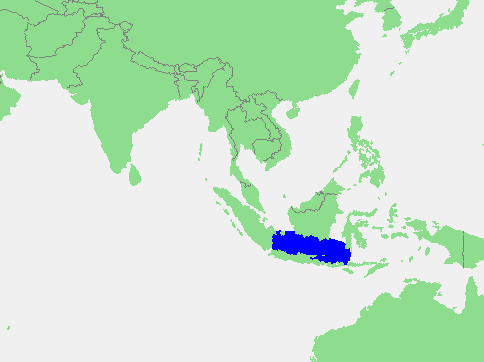
Lage der Javasee

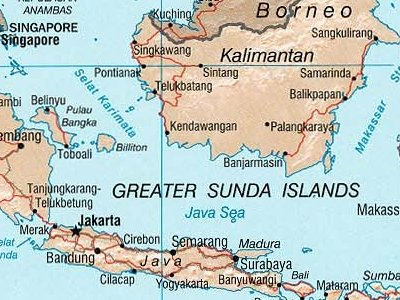
Karte mit der Javasee

Die Javasee ist ein langes, flaches Meer in Südostasien, ein Teil des Australasiatischen Mittelmeeres am Rande des Pazifischen Ozeans.

## Geografie
Die Javasee hat eine durchschnittliche Tiefe von 40–50 Meter (größte Tiefe im Osten bis zu 200 m) und umfasst eine Fläche von 367.000 bis 433.000 km², je nach konkreter Abgrenzung.
Sie ist umgeben von den indonesischen Inseln Borneo im Norden, Java im Süden, Sumatra im Westen und Sulawesi im Osten.
Im Südwesten verbindet eine Meerenge, die Sundastraße, die Javasee mit dem Indischen Ozean. Im Nordwesten führt die Karimata-Straße in das Südchinesische Meer, im Nordosten ist die Makassarstraße zur Celebessee. Östlich befindet sich die Floressee und südlich die Balisee.
Mehrere Inseln und Inselgruppen liegen in dem Gebiet, wie die Bawean, die Karimunjawa-Inseln oder Kepulauan Seribu.
Die Javasee entstand am Ende der letzten Eiszeit, als der Meeresspiegel anstieg und das Sundaland überflutet wurde.

## Klima und Ökologie
In diesem tropischen Meer werden die Meeresströmungen vom Wechsel der Monsun-Winde bestimmt. Im Sommer drängt der Westmonsun das Wasser aus dem Südchinesischen Meer, durch die Karimata-Straße, in die Javasee, der Ostmonsun führt das Wasser zurück aus der Floressee.
Es gibt über dreitausend verschiedene Fischarten und der Fischfang stellt eine wichtige Einnahmequelle dar. Das Gebiet ist beliebt wegen seiner maritimen Unterwasserwelt mit Korallen und Schwämmen.
Verschmutzung und Treibnetze stellen ein großes Problem für die Tier- und Pflanzenwelt dar. Zudem bedrohen die globale Erwärmung und zu hohe Wassertemperaturen auch hier die Riffe und ihren Artenreichtum. Viele Riffe verwandeln sich durch die Korallenbleiche in Geröllwüsten. Das gefährdet den Tourismus ebenso wie den Fischfang.

## Geschichte
Am 26. August 1883 brach der Vulkan Krakatau in der Sundastraße aus und löste eine globale Katastrophe aus.
Im Zweiten Weltkrieg besiegte im Februar 1942 eine japanische Flotte in der Schlacht in der Javasee eine britisch-niederländisch-australisch-amerikanische Flotte.